# 弗蘭·里科
弗蘭·里科（西班牙語：Fran Rico；1987年8月3日—）是一位西班牙足球運動員。在場上的位置是中場。他現在效力於西甲球隊埃瓦爾。